# Elfe Schneider
Elfe Schneider (* 30. November 1903 in Seehausen (Altmark); † 14. September 1970 in Berlin) war eine deutsche Schauspielerin, Synchronsprecherin und Fotografin.

## Leben
Elfe Schneider wurde am 30. November 1903 in Seehausen (Altmark) geboren und wuchs in Eberswalde auf. Ihre berufliche Laufbahn begann sie zunächst als Fotografin und machte sich bald vor allem als Tierfotografin im Berliner Zoo unter Ludwig Heck einen Namen. Ihre Fotos erschienen auch in Büchern wie So lernte ich segelfliegen von Rolf Italiaander (1931), Liebe zum Tier. Erlebtes und Geschautes von Paul Eipper (1933) und Argentinische Tiere von Hans Schmidt (1935). Als während einer Bombennacht im Zweiten Weltkrieg ihr gesamtes Atelier samt Zubehör zerstört worden war, entschloss sie sich, eine schauspielerische Karriere einzuschlagen.
Nach der Ausbildung bei Ernst Legal führten sie ihre ersten Engagements nach Potsdam und Brandenburg an der Havel. Später trat sie hauptsächlich bei der Berliner Vaganten Bühne auf. Vor allem ihre „Amanda Wingfield“ in Tennessee Williams’ Die Glasmenagerie war berühmt. Einem breiten Publikum wurde sie durch ihre Hörspielarbeit bekannt.
In Film und Fernsehen ist Elfe Schneider so gut wie nie aufgetreten. Eine größere Rolle hatte sie lediglich in Fritz Genschows Märchenverfilmung Dornröschen (1955). Seit der Nachkriegszeit war sie jedoch regelmäßig in der Synchronisation tätig. Dabei lieh sie zumeist markanten Nebendarstellerinnen ihre Stimme, so etwa Flora Robson in Caesar und Cleopatra (1945), Josephine Hull in der zweiten Synchronfassung von Arsen und Spitzenhäubchen, Mildred Dunnock in der ersten Synchronfassung von Immer Ärger mit Harry, Anna Lee in Diese Erde ist mein, Alice Ghostley in Wer die Nachtigall stört, Gladys Cooper in Die Totenliste, Elsa Lanchester in Mary Poppins, Josephine Hutchinson in Nevada Smith und Jo van Fleet in Der Unbeugsame. Außerdem war sie die Stimme von Normans Mutter in Alfred Hitchcocks Psycho.
Elfe Schneider starb nach schwerer Krankheit am 14. September 1970 in Berlin.

## Synchronrollen (Auswahl)
- 1957: Anita Nencioli als Tante in Die schönen Mädchen von Florenz